# Dècada del 1620 aC
Resum dels esdeveniments de la dècada del 1620 aC:

## Esdeveniments
- 1627 aC — Començament d'un llarg període en el qual el clima mundial es refredà. Aquest event quedà gravat en els anells de creixements de molts arbres d'arreu del planeta.[1] Tal canvi podria haver estat causat per l'Erupció Minoica de Santorí[2] o l'Erupció Avellino del Mont Vesuvi.[3]
- 1626 aC — Samsuditana esdevé rei de Babilònia succeint a Ammisaduqa
- Vers 1625 aC els hitites arriben a la mar a la zona de Khalpa (Àlep); el regne de Iamkhad que queda sotmès a vassallatge.
- 1621 aC — Lullaia esdevé rei d'Assíria.
- 1620 aC — Mursilis I esdevé rei de l'Imperi hitita a la mort del seu avi Labarna II Hattusilis I